# Підстепне (Теректинський район)
Підстепне́ (каз. Подстепное) — село у складі Теректинського району Західноказахстанської області Казахстану. Адміністративний центр Підстепнівського сільського округу.
Населення — 9562 особи (2021; 6461 у 2009, 4675 у 1999, 5022 у 1989).